# Prussianismo e Socialismo

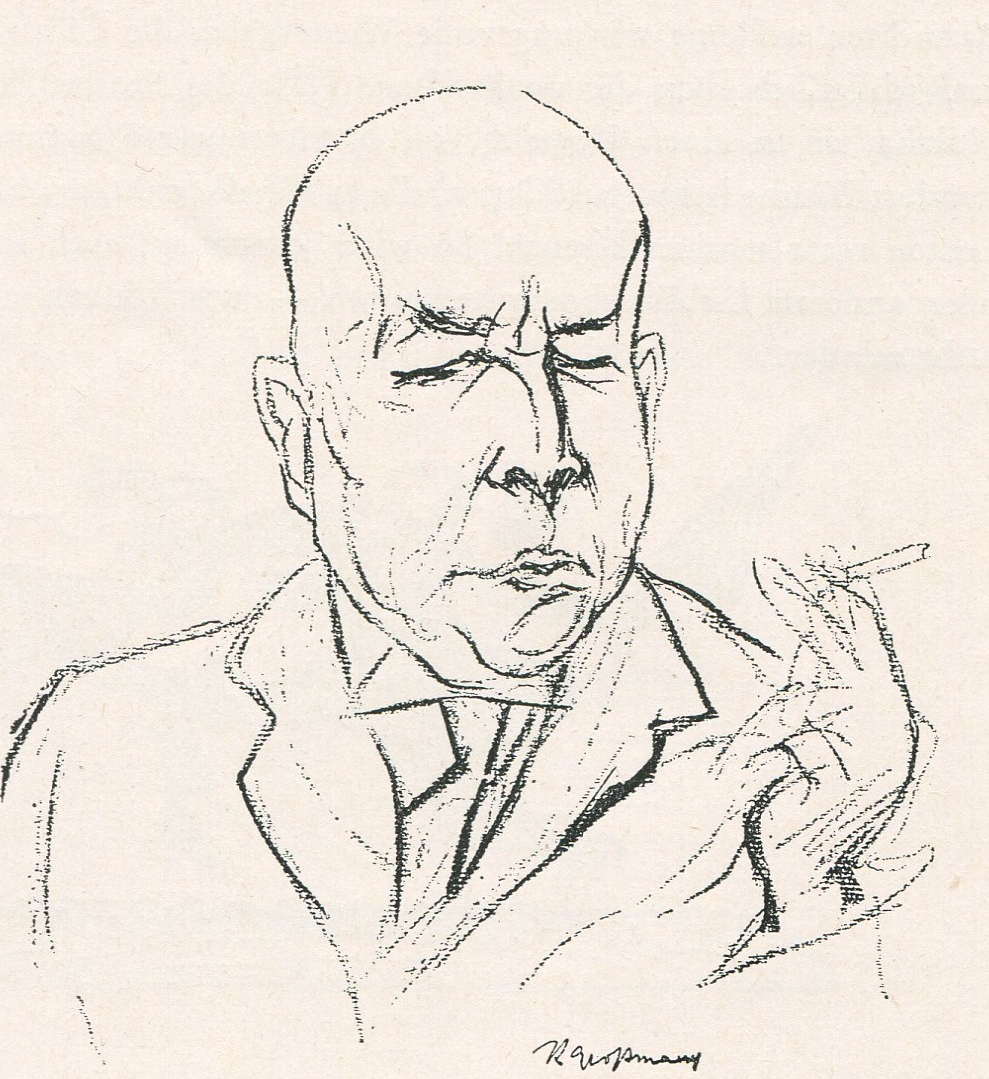
Oswald Spengler, autor de Prussianismo e Socialismo

Prussianismo e Socialismo é um livro escrito por Oswald Spengler e publicado em 1919 onde ele conecta o caráter prussiano e o socialismo. Spengler afirmou que a ascensão do socialismo na Alemanha não havia começado depois das rebeliões marxistas de 1918-1919, mas em 1914 quando a Alemanha se preparava para a guerra, unindo a nação alemã em uma luta nacional que, segundo ele, se baseava em características socialistas prussianas que incluíam criatividade, disciplina, preocupação com o bem comum, produtividade e autossacrifício. Spengler critica o marxismo acusando-o de seguir a tradição britânica de que os pobres invejam os ricos e enfatiza que o verdadeiro socialismo assumiria a forma de corporativismo.
As idéias de Spengler sobre o socialismo influenciaram o nazismo e o movimento revolucionário conservador. As opiniões de Spengler também eram populares entre os fascistas italianos, incluindo Benito Mussolini.

## Conceitos

### Caráter prussiano e socialismo
Spengler descreve o socialismo fora de uma perspectiva de luta de classes:
O significado do socialismo é que a vida não é controlada pela oposição entre ricos e pobres, mas pela posição que as realizações e o talento conferem. Essa é a nossa liberdade, liberdade do despotismo econômico do indivíduo.
Além disso, Spengler enfatiza a necessidade de os alemães aceitarem o socialismo prussiano para se libertarem de formas estrangeiras de governo:
A classe trabalhadora deve se libertar das ilusões do marxismo. Marx está morto. Como forma de existência, o socialismo está apenas começando, mas o socialismo do proletariado alemão chegou ao fim. “Para o trabalhador só existe socialismo prussiano ou nada” […] Para os conservadores só existe socialismo consciente ou destruição. Mas precisamos nos libertar das formas da democracia anglo-francesa. Nós temos o nosso.
Spengler diferencia entre a natureza capitalista da Inglaterra e o socialismo prussiano, enfatizando que:
A sociedade inglesa é fundada na distinção entre ricos e pobres, a sociedade prussiana na distinção entre comando e obediência.

### Crítica ao marxismo
Spengler critica o marxismo por ter desenvolvido o socialismo a partir de uma perspectiva inglesa, sem compreender a natureza socialista dos alemães. Ele afirma que o marxismo visa treinar o proletariado para "expropriar o expropriador" para que o proletariado possa viver uma vida de lazer como resultado da expropriação, concluindo que "o marxismo é o capitalismo da classe trabalhadora" e, portanto, não representa o verdadeiro socialismo.

### Definição de verdadeiro socialismo
Spengler afirma que o verdadeiro socialismo, em sua forma alemã, "não significa nacionalização por expropriação ou roubo". Ele justificou dizendo que:
Em geral, não se trata de posse nominal, mas de técnica de manejo. Por um slogan, comprar empresas de forma excessiva e sem sentido e entregá-las à administração pública em vez da iniciativa e responsabilidade de seus proprietários, que eventualmente devem perder todo o poder de fiscalização, isso significa a destruição do socialismo. A velha ideia prussiana era colocar a estrutura formal de toda a força produtiva nacional sob controle legislativo, preservando cuidadosamente os direitos de propriedade e herança, e deixando espaço para o tipo de empreendimento pessoal, talento, energia e intelecto exibidos por um jogador de xadrez experiente, jogando dentro das regras do jogo e desfrutando do tipo de liberdade que a própria regra proporciona… Socialização significa a lenta transformação — que leva séculos para ser concluída — do trabalhador em funcionário econômico e do empregador em funcionário de supervisão responsável.
O verdadeiro socialismo, de acordo com Splenger, tomaria a forma de um corporativismo no qual "as corporações locais (seriam) organizadas de acordo com a importância de cada ocupação para o povo como um todo".